# 杰米扬·加努尔
杰米扬·瓦季莫维奇·加努尔（烏克蘭語：Дем'ян Вадимович Ганул；1993年10月6日—2025年3月13日）是乌克兰活动家、公众人物和极端民族主义者，以博客和街头前线非政府组织的领导而闻名。加努尔于2025年3月13日在敖德萨被刺杀身亡。

## 生平
杰米扬·加努尔出生于1993年10月6日。他曾参加了基辅的尊严革命以及在敖德萨与俄罗斯分离主义分子的冲突。加努尔经营着一个博客，并创建一个名为“街头阵线”的非政府组织。加努尔通过该组织支持集会，并为乌克兰武装部队筹集资金。加努尔于2014年至2016年担任右区党敖德萨分部的领导人。离开右区党后，加努尔担任历史老师。他曾努力推动拆除乌克兰各地的苏联和俄罗斯帝国纪念碑。加努尔及其组织还组织了针对敖德萨一些餐馆的快闪活动，因为这些餐馆的员工使用俄语交流。
2022年俄乌战争爆发后，加努尔自愿加入乌克兰军队。加努尔有大量交通事故和交通违规记录。在其中一起案件中，警方在他的车里发现了30发子弹、一枚RGD-5手榴弹、三枚榴弹发射器手榴弹和防弹衣。2020年，加努尔在一次驾车射击中幸存下来。2023年5月，加努尔遭到袭击，在敖德萨街头被殴打。2024年7月，加努尔报告称，俄罗斯黑客公布了他和他家人的个人信息，并悬赏10,000美元捉拿他。
加努尔的父亲也参加了尊严革命，在2022年基辅战役期间也在乌克兰第28机械化旅服役。

## 刺杀
2025年3月14日，乌克兰国家警察局宣布，加努尔于3月13日在敖德萨市中心的乌克兰英雄大道被一名枪手使用短枪射击头部两次。警方认为，枪手是受雇行凶。
在乌克兰最高拉达质询时间，有关这起谋杀案的问题浮出水面。乌克兰内政部长伊戈尔·克利缅科亲自接手了此案。克利缅科表示，警方正在追踪“具体线索”。谋杀案和嫌疑犯的清晰图像都被犯罪现场附近的闭路电视拍了下来。
亲俄媒体《典型的敖德萨》（Типичная Одесса）报道称，枪手身穿“军装”，但警方否认了这一说法。另一家媒体Dumska报道称，凶手已向警方自首，但警方也否认了这一说法。3月14日，一名与枪手形象相符的男子在其公寓中被捕，并发现了与枪击案中使用的武器相符的隐藏武器。杀手是一名46岁的当地人，也是一名军人，但其自2025年2月23日起便逃离了军队。